# マルシオ・ミランダ・フレイタス・ロシャ・ダ・シルバ
マルシーニョ（Marcinho）ことマルシオ・ミランダ・フレイタス・ロシャ・ダ・シルバ （Marcio Miranda Freitas Rocha da Silva、1981年3月20日 - ）は、ブラジル・サンパウロ州カンピーナス出身の元ブラジル代表サッカー選手。ポジションはミッドフィールダー（オフェンシブ・ハーフ）、フォワード（セカンドトップ）。

## 所属クラブ
ユース経歴
- 1996年 - 1999年  パウリスタFC

プロ経歴
- 2000年 - 2001年  パウリスタFC
- 2002年  SCコリンチャンス・パウリスタ
- 2003年 - 2005年5月  ADサンカエターノ
- 2005年5月 - 2006年  SEパルメイラス
- 2007年 - 2008年  クルゼイロEC
  - 2008年5月 - 2008年12月  鹿島アントラーズ (期限付き移籍)
- 2009年 - 2012年  アトレチコ・パラナエンセ
  - 2010年 - 2011年  アル・アハリ・ジッダ (期限付き移籍)
- 2012年  AAポンチ・プレッタ
- 2013年  レッドブル・ブラジル
- 2014年  イトゥアーノFC
- 2015年  ADカボフリエンセ
- 2015年  アンパーロFC（ポルトガル語版）

## 個人成績
| 国内大会個人成績 | 国内大会個人成績 | 国内大会個人成績 | 国内大会個人成績 | 国内大会個人成績 | 国内大会個人成績 | 国内大会個人成績 | 国内大会個人成績 | 国内大会個人成績 | 国内大会個人成績 | 国内大会個人成績 | 国内大会個人成績 |
| 年度             | クラブ           | 背番号           | リーグ           | リーグ戦         | リーグ戦         | リーグ杯         | リーグ杯         | オープン杯       | オープン杯       | 期間通算         | 期間通算         |
| 年度             | クラブ           | 背番号           | リーグ           | 出場             | 得点             | 出場             | 得点             | 出場             | 得点             | 出場             | 得点             |
| 日本             | 日本             | 日本             | 日本             | リーグ戦         | リーグ戦         | リーグ杯         | リーグ杯         | 天皇杯           | 天皇杯           | 期間通算         | 期間通算         |
| ---------------- | ---------------- | ---------------- | ---------------- | ---------------- | ---------------- | ---------------- | ---------------- | ---------------- | ---------------- | ---------------- | ---------------- |
| 2008             | 鹿島             | 33               | J1               | 12               | 0                | 1                | 0                |                  |                  |                  |                  |
| 通算             | 日本             | 日本             | J1               | 12               | 0                | 1                | 0                |                  |                  |                  |                  |
| 総通算           | 総通算           | 総通算           | 総通算           | 12               | 0                | 1                | 0                |                  |                  |                  |                  |

## 代表歴
- 1998年 - 2002年 U-20ブラジル代表
  - 2001年 - 南米ユース選手権 優勝
- 2003年 U-23ブラジル代表
  - 2003年 - カタール国際大会
- 2005年 ブラジル代表
  - 2005年4月27日 - A代表初出場 : グアテマラ戦

### 試合数
- 国際Aマッチ 1試合（2005年）[1]

| ブラジル代表 | 国際Aマッチ | 国際Aマッチ |
| 年           | 出場        | 得点        |
| ------------ | ----------- | ----------- |
| 2005         | 1           | 0           |
| 通算         | 1           | 0           |

## 指導歴
- 2022年  レッドブル・ブラガンチーノ（暫定）